# Musée de l'Air et de l'Espace
Musée de l'air et de l'espace (engleski: Air and Space Museum ), francuski je zrakoplovni muzej, smješten na jugoistočnom rubu zračne luke Pariz – Le Bourget, sjeverno od Pariza, i u komuni Le Bourget. Svečano je otvoren 1919. godine na prijedlog proslavljenog inženjera aeronautike Alberta Caquota (1881. – 1976.).

## Opis
Muzej zauzima više od 150,000 m2 zemlje i hangara, i jedan je od najstarijih zrakoplovnih muzeja na svijetu. Zbirka muzeja sadrži više od 19.595 predmeta, uključujući 150 zrakoplova, i građu iz 16. stoljeća. Prikazane su i modernije zračne i svemirske letjelice, uključujući prototip Concordea, te švicarske i sovjetske rakete. U muzeju se nalazi i jedini poznati preostali dio - izolirani glavni stajni trap - zrakoplova L'Oiseau Blanc (Bijela ptica), zrakoplova iz 1927. godine, koji je pokušao napraviti prvi prekooceanski let iz Pariza u New York. Dana 8. svibnja 1927. Charles Nungesser i François Coli na brodu L'Oiseau blanc, dvokrilnom vozilu Levasseur s motorom Lorraine od 450 KS, poletjeli su iz Le Bourgeta. Zrakoplov je izbacio svoj glavni stajni trap (koji je pohranjen u muzeju), što je i zamišljeno kao dio njegovog transatlantskog profila leta, ali je zatim nestao iznad Atlantika, samo dva tjedna prije nego što je Lindberghov monoplan završio svoj uspješni neprekidni transatlantski let za Le Bourget iz SAD-a.
Pristup muzeju je naplatan, osim prve nedjelje u mjesecu.
Neki od značajnijih izložbenih eksponata su:
- pozlaćeni brončani medaljon braće Montgolfier, koji je 1783. napravio Jean-Antoine Houdon (1741. – 1828.)
- jedrilica Biot-Massia (1879.)
- električni motor iz 1884. Arthura Constantina Krebsa (1850. – 1935.)
- stražnja gondola Zeppelina LZ 113 iz 1915. godine, opremljena s 3 Maybach tipa HS motori
- zrakoplov SPAD VII iz 1916. Blériot-SPAD-a, a njime je upravljao francuski leteći as Georges Guynemer u Prvom svjetskom ratu
- zrakoplov Airco DH.9 iz 1917. Geoffreyja de Havillanda (1882–1965)
- zrakoplov Junkers DI iz 1918. Huga Junkersa (1859. – 1935.)
- Dassault Mirage III C iz 1961. Marcela Dassaulta (1892. – 1986.)
- balistička raketa zemlja-zemlja SSBS S3 puštena u rad 1981. godine
- model Dassault-Breguet Super Étendard iz 2002.

## Izloženi zrakoplovi

### Velika galerija
Velika Galerija („Grande Galerie“) uključuje najrobusnije zrakoplove, te je na otvorenom.
- Antoaneta VII
- Blériot XI
- Voisin-Farman br. 1
- Santos-Dumont Demoiselle

### Dvorane "Između 2 rata" i "Lako zrakoplovstvo"
- Farman Golijat
- Oiseau Blanc

### Dvorana 2. svjetskog rata
- Bücker Bü 181
- Dewoitine D.520
- Douglas C-47 Skytrain
- Kokpit Douglas DC-3
- Focke-Wulf Fw 190
- Sjevernoamerički P-51 Mustang
- Republika P-47 Gromovnik
- Supermarine Spitfire Mk XVI
- V-1 leteća bomba
- Douglas A-1 Skyraider

### Dvorana Roundel
- Dassault Ouragan
- Dassault Mirage III
- Dassault Mystère IV
- North American F-86D Sabre
- North American F-100 Super Sabre
- Republic F-84 Thunderjet

### Dvorana prototipa
- Dassault Balzac V
- Leduc 0.10
- Nord 1500 Griffon
- SNCASO Trident
- Sud-Ouest SO.6000 Triton

### Dvorana Concorde
- Concorde (dva, prototip F-WTSS i Air France F-BTSD)
Concorde 001 predstavljen je u svojoj livreji misije Solar Eclipse iz 1973. godine, s vidljivim posebnim krovnim otvorima.[5]
- Dassault Mirage IV
- Dassault Mirage 4000
- Eurocopter X3[6]

### Vanjski postav
- Boeing 747
- Ariane 1 (model)
- Ariane 5 (model)
- Airbus A380
- Douglas DC-8
- Canadair CL-215
- Lockheed P-2 Neptune
- Breguet Atlantic
- Dassault Mercure
- Transall C-160
- Dassault Super Etendard
- SEPECAT Jaguar
- Dassault Mirage 4000
- Dassault Rafale A